# Евдокия Ласкарина Асенина
Евдокия Ласкарина Асенина (на гръцки: Ευδοκία Λασκαρίνα Ασανίνα) e никейска принцеса, дъщеря на никейския император Теодор II Ласкарис и внучка на българския цар Йоан Асен II. В зряла възраст, когато заминава за Арагон, тя е известна и с името Ирина (Ирена) Ласкарис.
Евдокия е родена около 1248 г. като четвърто дете на император Теодор II Ласкарис и Елена, дъщеря на цар Йоан Асен II. Евдокия е сестра на никейския император Йоан IV Ласкарис и на българската царица Ирина – съпруга на българския цар Константин Тих Асен.
През юли 1261 г. Михаил VIII Палеолог, дотогава регент на брата на Евдокия, малолетния Йоан IV Дука Ласкарис, се обявява за император и ослепява 11-годишния Йоан, след което го затваря в манастир. За да елиминира претенциите на бъдещите наследници на Ласкаридите върху византийския престол, Михаил VIII решава да омъжи светкавично сестрите на детронирания Йоан за чужденци и да ги изпрати далеч от Византия. Така още на 28 юли 1261 г. в Константинопол Евдокия е омъжена за италианския граф Гулиелмо Пиетро I ди Вентимиля (1230 – 1282), граф на Вентимиля и Танд, който е на служба при генуезците, по това време съюзници на Михаил VIII. С този брак се поставя началото на италианската графска фамилия Ласкарис ди Вентимиля.
Преди да навърши 30 години, Евдокия напуска земите на съпруга си в Лигурия заедно с четирите дъщери се установява в Арагон. Там Евдокия и дъщерите ѝ живеят във Валенсия, Хатива, Сарагоса и Кастеля. За кратко Евдокия заминава на дипломатическа мисия от името на арагонския крал Хайме II.
През 1296 г. Евдокия Ласкарина основава манастира „Богородица от планината“ (Mare de Deu de la Serra) в Монблан (в испанската провинция Тарагона), посветен на ордена на Бедните клариси. Впрочем в Испания Евдокия е известна и с името Ирина (Ирена) Ласкарис затова в манастирските надписи могат да се видят и двете ѝ имена. Така или иначе в този манастир тя се замонашва към 1306. Тя подарява на манастира италианска икона на Дева Мария, която още се съхранява там.
Евдокия Ласкарина Асенина умира в Сарагоса през 1311 г. и е погребана в местния доминикански манастир. Гробът ѝ не е запазен.

## Семейство
Евдокия ражда на Пиетро ди Вентимиля седем деца:
- Лукреция Ласкарис де Вентимиля (1264 – 1314), омъжена за Арно Роже I, граф на каталонската провинция Палярс-Собира, от когото има три дъщери;
- Джовани Ласкарис де Вентимиля (ок. 1264 – ок.1323),[5] женен за Менция ди Монтферато, от която има син Гийом Пиетро II Ласкарис де Вентимиля[6] и три дъщери;
- Беатриче Ласкарис де Вентимиля, омъжена за Гийом де Монкада, сенешал на Каталуния.
- Ватаца Ласкарис де Вентимиля (ок.1268 – 1336), която като придворна дама от свитата на кралица Изабела Арагонска заминава за Португалия;
- Йоланда Ласкарис де Вентимиля, омъжена за Педро де Айербе, II барон на Айербе, внук на крал Хайме I от третия му брак.
- Джакомо Ласкарис де Вентимиля
- Ото Ласкарис де Вентимиля, епископ на град Вентимиля

Една от известните праправнучки на Евдокия (по линия на сина ѝ Джовани Ласкарис де Вентимиля) е Беатриче ди Тенда, за чийто трагична смърт Винченцо Белини през 1833 г. написва операта „Беатриче ди Тенда“.